# Stenaspidius ruficornis
Stenaspidius ruficornis är en skalbaggsart som beskrevs av Antoine Boucomont 1906. Stenaspidius ruficornis ingår i släktet Stenaspidius och familjen Bolboceratidae. Inga underarter finns listade i Catalogue of Life.